# Guadalupe Sardina
Guadalupe Sardina är en ort i Mexiko.   Den ligger i kommunen Francisco León och delstaten Chiapas, i den sydöstra delen av landet, 700 km öster om huvudstaden Mexico City. Guadalupe Sardina ligger 866 meter över havet och antalet invånare är 265.
Terrängen runt Guadalupe Sardina är huvudsakligen kuperad. Guadalupe Sardina ligger uppe på en höjd. Runt Guadalupe Sardina är det ganska tätbefolkat, med 80 invånare per kvadratkilometer. Närmaste större samhälle är Tecpatán, 15,2 km söder om Guadalupe Sardina. I omgivningarna runt Guadalupe Sardina växer i huvudsak städsegrön lövskog.